# Стейт Фарм-арена
Стейт Фарм-арена (англ. State Farm Arena) — спортивний комплекс В Атланті, Джорджія (США), відкритий у 1999 році, замінивши Omni Coliseum. Місце проведення міжнародних змагань із кількох видів спорту і домашня арена для команди Атланта Гокс, НБА. Він також слугував домом для Атланти Трахерс (НХЛ, 1999—2011), перш ніж команда переїхала до Вінніпега та Жіночої Національної Баскетбольної Асоціації Атланти (WNBA) з 2008 по 2016 рік.
Споруда використовується як концертна зала, у якій виступали багато світових зірок, серед яких U2, The Rolling Stones, Metallica, Green Day, Елтон Джон, Мадонна, Брітні Спірс, Пол Маккартні тощо.

## Джерело
- Офіційний сайт [Архівовано 13 листопада 2018 у Wayback Machine.]